# Evil Blood
Evil Blood je splitski thrash metal sastav, osnovan u kolovozu 1982. godine, prvobitno pod nazivom Zla Krv a zatim 1984. godine mjenja naziv u Evil Blood
Sastav je kroz godine mijenjao imena, ali se na kraju vratio na prvobitno ime Evil Blood. Krajem 80-tih, sastav je promijenio ime u Lord of Darkness, a nešto kasnije u Djinn, sve do 2007. kad su promijenili ime u Beneath. Konačno u kolovozu 2009. godine vratili su ime Evil Blood.
Kroz više od 35 godina rada, osnivač Denis Gabrić (Dennis Harris, Bat Connan), jedini je član sastava koji je prošao kroz sve izmjene i postave tijekom godina.

## Članovi
kao Zla Krv (prvobitna postava, 1983. – 1984.)
- Denis Gabrić (Witchcraft) - vokali i gitara (od 1982.)
- Zoran Jukič - gitara
- Saša Bulić (Thompson, Stijene) - gitara (ponekada)
- Marino Šeparović "Šepi" (Mortus) - bas-gitara
- Mirjan Jovanović "Tošo" - bubnjevi

kao Evil Blood (1984. – 1989.)
- Denis Gabrić (Witchcraft) - vokali, gitara
- Zoran Jukič - gitara
- Saša Bulić (Thompson, Stijene) - gitara (ponekada)
- Pero Dorić - bas-gitara
- Toni Silobrčić - bubnjevi (do 1988.)
- Mirjan Jovanović "Tošo" - bubnjevi (ponekada do 1985.)

kao Lord of Darkness (1989. – 1995.)
- Denis Garbić "Dennis Harris" (Witchcraft) - vokali, gitara
- Paul Edgar - bas-gitara
- Brian Morrison - bubnjevi
- John Clark - bas-gitara (1990. – 1993.)
- Chris Barkley - bas-gitara (1993. – 1994.)
- Dave Foster (Ravenous) - bubnjevi (1990-1995.)

kao Djinn (1995. – 2007.)
- Denis Gabrić "Dennis Harris"  (Witchcraft) - vokali, gitara
- Paul Edgar - bas-gitara (1995. – 2007)
- Sean Mederios - bubnjevi (2006. – 2007.)
- Brian Morrison - bubnjevi (1995. – 1997.)
- Gary Kerr - bubnjevi (1998. – 1999.)
- Kevin Walker - bubnjevi (2000)
- Tom Roland - bubnjevi (2002. – 2006.)

kao Beneath (2007. – 2009.)
- Denis Gabrić "Bat Connan" (Witchcraft) - vokali, gitara
- Loki - bas-gitara
- Abaddon - bubnjevi

kao Evil Blood (2009.-danas)
- Denis Gabrić "Dennis Harris" (Witchcraft) - vokali, gitara
- Steve "Zombiemosher" - gitara (od 2010)
- Loki - bas-gitara
- Bryan Wylie - bubnjevi (do 2010)
- Dave "Hitman" Hatton - bubnjevi (od 2010)

## Diskografija

### kao Evil Blood
Studijski albumi
- Nemesis (2019.)
- Bat Out of Goathell (2019.)

Demo uradci
- Demo (1985.)
- Demo (1987.)
- Midnight in a Sodom, Edicija Lvxor Design, (1988.)
- Ave Satanas (1994.)
- Gospel of Judas (2014.)
- With Blood I Summon You (2014.)
- Empire of Death (2019.)

Kompilacijski albumi
- The Best of Djinn / Evil Blood -83'-86' (2008.)

### kao Lord of Darkness
Demo uradci
- Seventh Sabbat (1991.)
- Tales from the Abyss (1993.)
- Twilight in Another Dimension (1994.)

### kao Djinn
Studijski albumi
- Nemesis (2005.)
- Second Coming (2006.)

### Demouradci
- Red Cloud (2000.)

Kompilacija
- 20 Years of Djinn (2003.)

### kao Beneath

#### Demouradci
- Beneath (2008.)

#### Live
- Live at the O2 Academy Newcastle (2009.)